# Mecha Cobos
Mercedes Cobos, más conocida como Mecha Cobos, fue una actriz de cine y teatro argentina.

## Carrera
Pionera de la era cinematográfica muda, debutó en el papel de Adela en 1925 en El organito de la tarde, dirigida por José Agustín Ferreyra y protagonizada por María Turgenova y Julio Donadille. Durante la década de 1940 pasó al film sonoro en películas como Azahares rojos con Mecha Caus y Antuco Telesca, Sendas cruzadas con Severo Fernández, Blanca Podestá, Elisardo Santalla y Anita Jordán, y Así te quiero con Tito Lusiardo y Carlos Morganti. Trabajó bajo la dirección de grandes directores como Edmo Cominetti, Luis A. Morales y Belisario García Villar.
En teatro integró la Compañía de Eva Franco, con quien actuó en la obra Pájaro de barro en 1940 junto a Arturo García Buhr, Vicente Forastieri, Herminia Franco, Nola Osés, Juan Vehil, Ernesto Robles, José Franco y Amalia Sánchez Ariño, entre otros. Actuó con primerísimas figuras de la escena nacional argentina como Pura Feijóo, Pierina Dealessi, Nélida Quiroga, Gregorio Cicarelli, Pascual Pelliciota, José Otal, Carmen Domenech, Eva Duarte y Carlos Cicarelli.

## Filmografía
- 1942: Así te quiero.
- 1942: Sendas cruzadas.
- 1940: Azahares rojos.
- 1941: Embrujo
- 1925: El organito de la tarde.

## Teatro
- 1940: Pájaro de barro como Micaela.
- 1939: La hermana Josefina como Haydée.
- 1932: Mi Titina es muy especial.